# Seralinistudien
Seralinistudien är en forskningsrapport från 2012 publicerad i tidskriften Food and Chemical Toxicology, rörande ett förmodat samband mellan genmodifierad majs och cancertumörer i råttor. Studien publicerades ursprungligen av en forskargrupp ledd av Gilles-Éric Séralini vid universitetet i Caen men togs bort i november 2013.
I experimentet fick råttor äta mat med olika tillsatser under två års tid. Några fick äta vanligt råttfoder med en viss andel genändrad majs tillsatt, några fick genändrad majs och  växtskyddsmedel (det glyfosatbaserade medlet "Roundup"), och en annan grupp råttor fick olika doser av enbart växtskyddsmedel.
Studien fick omfattande kritik för bristande redovisning av hur experimentet gick till och för att ha haft politiska syften snarare än vetenskapliga. Bl.a. framkommer att vatten medför högre cancerrisk än ett måttligt intag av glyfosat (det växtskyddsmedel som användes i studien). Dessutom har den typ av råttor (Sprague-Dawley råttor) som använts i studien en naturlig benägenhet att utveckla cancertumörer under den tid experimentet pågick.
I en omfattande studie från 2014 kunde inga skillnader visas mellan djur som åt genmodifierad mat och djur som inte gjorde det.